# Gary McSheffrey
Gary McSheffrey (* 13. August 1982 in Coventry) ist ein ehemaliger englischer Fußballspieler und heutiger -trainer.

## Spielerlaufbahn
Er gab bereits mit 16 Jahren in der Premier League sein Debüt für seinen Heimatverein Coventry City. Nach acht Jahren in Coventry und 44 Treffern in 143 Ligaeinsätzen, wechselte er 2006 zu Birmingham City. Für seinen neuen Verein erzielte er in vier Jahren in 83 Ligaspielen 16 Tore. 